# Piyangotepe-Massaker
Das Piyangotepe-Massaker (tr. Piyangotepe Katliamı) war ein Attentat türkischer Rechtsextremisten auf ein von Linken frequentiertes Kaffeehaus im heutigen Keçiören in Ankara am 16. Mai 1979, bei dem sieben Menschen getötet und zwei verletzt wurden. Ali Bülent Orkan, einer der Täter, wurde nach dem Militärputsch in der Türkei 1980 hingerichtet.

## Das Attentat
Am 16. Mai 1979 überfielen die bewaffneten Ülkücü-Anhänger Ali Bülent Orkan, Nurullah Akdoğan, Erol Türkmen und eine Person ungeklärter Identität mit dem Vornamen Hasan das von Linken besuchte Kaffeehaus Çelik Kıraathanesi auf der  Refik Saydam Caddesi im Viertel Piyangotepe. Sie forderten die Anwesenden auf, sich auf den Boden zu legen. Die ca. 20 Anwesenden folgten der Aufforderung. Die Angreifer eröffneten dann wahllos das Feuer und erschossen dabei  Hüsamettin Kurban, Tuncay Sarıkaya, Mızrap Ali Taşkın, Erdoğan Doğan, Müslüm Doğan, Mehmet Turan und Ahmet Turan. Zwei weitere Personen wurden schwer verletzt. Die Angreifer flohen nach der Tat mit einem Taxi.

## Gerichtsverfahren
In einer Stellungnahme vom 31. Mai 1979 erklärte das Polizeidezernat von Ankara, dass die Tatverdächtigen vor und nach dem Überfall in Straftaten wie Mord, Körperverletzung und Vergewaltigung verwickelt waren. Wörtlich hieß es:
Das Taxi des Fahrers Rıza Tüfekçi mit dem Kennzeichen  „06 AT 126“, das vor der Mülkiye  auf Kunden wartete, wurde von Nurullah Akdoğan und Erol Türkmen, der den Decknamen Hasret benutzte, entführt. Sie fuhren zum Stausee Bayındır und banden den Fahrer dort an einen Baum. Mit dem Fahrzeug kamen die beiden Genannten, der entflohene Häftling Ali Bülent Orkan, der den Namen Hüseyin Bozkurt verwendete, und eine weitere Person ungeklärter Identität zum Kaffeehaus Çelik. Akdoğan wartete im Auto und die anderen drei mit Pistolen, die auch bei weiteren Straftaten verwendet wurden, bewaffneten Männer eröffneten das Feuer auf die Personen, die sie zuvor gezwungen hatten, sich auf den Boden zu legen.
Ali Bülent Orkan, einer der Hauptverdächtigen wurde am 12. Oktober 1980 in Izmir gefasst. Der Verdächtige Erol Türkmen überfiel am 17. Oktober 1980 die Wohnung von Hauptkommissar Hikmet Sökmener in Ankara und verletzte dessen Ehefrau Bilgen Sökmener. Die 12-jährige Tochter des Paares tötete er. Türkmen beging Selbstmord mit einem Kopfschuss, als er von der Polizei umstellt wurde.
Ali Bülent Orkan wurde vor das Militärgericht Nr. 1 in Ankara der Ausnahmezustandsverwaltung gestellt und am 24. Juni 1981 zum Tode verurteilt. der Militärkassationshof bestätigte das Todesurteil am 22. Februar 1982. Nach Bestätigung des Urteils durch die Beratende Versammlung (Danışma Meclisi) stimmte auch der Nationale Sicherheitsrat unter dem Vorsitz von Staatspräsident General Kenan Evren dem Todesurteil am 11. August 1982 zu. Orkan wurde am 13. August 1982 im Zentralgefängnis Ankara gehängt.